# Base Aérea de Beja
La Base Aérea de Beja en portugués: Base Aérea de Beja (OACI: LPBJ), es una base aéra situada a pocos kilómetros del municipio de  Beja, en el distrito de Beja (Alentejo, Portugal). Recibe la denominación oficial de Base Aérea Nº11 (en portugués: Base Aérea Nº 11, BA11) siendo una de las más importantes bases aéreas de la Fuerza Aérea Portuguesa. Esta base se creó el 21 de octubre de 1964, originalmente como una instalación de entrenamiento para la Luftwaffe, debido a las limitaciones del espacio aéreo en Alemania Occidental.